# Блажчук Анатолій Григорович
Анатолій Григорович Блажчук (нар. 1 липня 1938, місто Монастирище, тепер Монастирищенського району Черкаської області) — український радянський діяч, голова колгоспу імені Юрія Федьковича Вижницького району Чернівецької області. Депутат Верховної Ради УРСР 11-го скликання.

## Біографія
Освіта вища. Закінчив Львівський зооветеринарний інститут.
У 1961—1968 роках — головний зоотехнік дослідно-показового господарства, інспектор-організатор, старший, головний зоотехнік Вижницького територіально-виробничого колгоспно-радгоспного управління, головний зоотехнік управління сільського господарства Вижницького райвиконкому Чернівецької області.
Член КПРС з 1964 року.
З 1968 року — голова колгоспу імені Юрія Федьковича села Банилів Вижницького району Чернівецької області.
Потім — на пенсії в селі Банилів Вижницького району Чернівецької області. Працював членом виконавчого комітету Банилівської сільської ради.

## Нагороди
- ордени
- медалі